# والتر أندرسون (صحفي)
والتر أندرسون (بالإنجليزية: Walter Anderson)‏ هو كاتب سير ذاتية وصحفي أمريكي، ولد في 31 أغسطس 1944 في الولايات المتحدة.